# Magdalena Woźniak
Magdalena Woźniak (ur. 17 lutego 1971 w Poznaniu) – polska aktorka teatralna, filmowa i dubbingowa. Absolwentka Wydziału Lalkarskiego PWST w Krakowie – Filii we Wrocławiu.

## Kariera
W 1994 roku ukończyła studia na Wydziale Lalkarskim we Wrocławiu Akademii Sztuk Teatralnych im. Stanisława Wyspiańskiego w Krakowie. Od 1994 do 1995 roku występowała w Teatrze Bałtyckim w Koszalinie, w latach 1995–1998 w Teatrze Polskim w Bydgoszczy i od 1998 do 1999 roku w Teatrze Powszechnym w Radomiu.
W 1996 roku otrzymała Nagrodę im. H. Konieczki dla wyróżniającej się aktorki młodego pokolenia. Była nominowana do nagrody Offskar 2007 w kategorii najlepsza aktorka, za film Sobowtór.
W latach 2019–2020 występowała w spotach reklamowych sieci drogerii Hebe.

## Filmografia

### Obsada aktorska
| Rok       | Tytuł                              | Rola                            |
| --------- | ---------------------------------- | ------------------------------- |
| 2021      | Na sygnale                         | Ela                             |
| 2020      | Tajemnice miłości                  | Jola (odc. 17)                  |
| 2020      | Barwy szczęścia                    | Kwiatkowska                     |
| 2019      | Miasto długów                      | Beata Marzec                    |
| 2019      | Na sygnale                         | Bożena                          |
| 2019      | Ślad                               | Alina Piotrowicz                |
| 2018      | Sprawiedliwi – Wydział Kryminalny  | Marianna Fabisiak (odc. 171)    |
| 2018      | Ukryta prawda (serial telewizyjny) | Agata Czajewicz (odc. 935)      |
| 2018–2020 | Gliniarze                          | podinspektor Monika Kruczkowska |
| 2018      | Barwy szczęścia                    | położna                         |
| 2018      | Nie taki znowu Święty Mikołaj      | Małgorzata Dyl                  |
| 2018      | Świrnięty Mikołaj                  | matka                           |
| 2017      | O mnie się nie martw               | matka Mileny                    |
| 2012      | Dziewczyna z szafy                 | ekspedientka                    |
| 2012      | Wyręczony Zaręczony                |                                 |
| 2009      | Niech Żyje Pogrzeb!                | Iwona                           |
| 2009      | Smutna                             | Róża                            |
| 2008      | Czarny                             | ekspedientka                    |
| 2007      | Nie panikuj                        | Producent                       |
| 2007      | Pamiętasz mnie?                    | sąsiadka                        |
| 2007      | Pitbull                            | blondynka                       |
| 2006      | Beautiful                          | Magda                           |
| 2006      | Wstyd                              | mama Asi                        |
| 2005      | Homo Father                        | sąsiadka Barcikowa              |
| 2005      | Kryminalni                         | Anna Majewska                   |
| 2005      | Sobowtór                           | Anna Lewińska                   |
| 2004–2021 | Pierwsza miłość                    | pielęgniarka                    |

### Polski dubbing
| Rok  | Tytuł                                        |
| ---- | -------------------------------------------- |
| 2009 | Potwory kontra Obcy: Dynie-mutanty z kosmosu |
| 2008 | Dex Hamilton – Kosmiczny entomolog           |